# Leviana
Genre
Leviana est un genre d'araignées aranéomorphes de la famille des Araneidae.

## Distribution
Les espèces de ce genre sont endémiques d'Australie.

## Liste des espèces
Selon World Spider Catalog (version 23.5, 24/08/2022) :
- Leviana cincinnata Framenau & Kuntner, 2022
- Leviana dimidiata (L. Koch, 1871)
- Leviana folium Framenau & Kuntner, 2022
- Leviana minima Framenau & Kuntner, 2022
- Leviana mulieraria (Keyserling, 1887)

## Systématique et taxinomie
Ce genre a été décrit par Framenau et Kuntner en 2022 dans les Araneidae.

## Étymologie
Ce genre est nommé en l'honneur de Herbert Walter Levi.

## Publication originale
- Framenau & Kuntner, 2022 : « The new Australian leaf-curling orb-weaving spider genus Leviana (Araneae, Araneidae). » Evolutionary Systematics, vol. 6, no 2, p. 103-133.